# Chaignes

Chaignes este o comună în departamentul Eure, Franța. În 1 ianuarie 2022 avea o populație de 267 de locuitori.